# 河北地質大学
河北地質大学（Hebei University of Geosciences, or Hebei GEO University (Chinese: 河北地质大学; pinyin: Héběi Dìzhì Dàxué), previously named Shijiazhuang University of Economics (Chinese: 石家庄经济学院; pinyin: Shíjiāzhuāng Jīngjì Xuéyuàn、かほくちしつだいがく) とは中華人民共和国河北省石家荘市にある公立大学である。

## 概要
中華人民共和国自然資源部と河北省教育局によって運営されている地方重点大学である。付属地球科学博物館（恐竜博物館）を運営している。

## 沿革
- 1953年 創立。

## 学部
- 地球科学学院
  - 海洋資源・環境
  - 地球物理学
  - 地質学
  - 古生物学
  - 踏査技術・工程
  - 工学資源勘査工程
  - 工学資源環境ビッグデータ・エンジニア
- 水資源・環境学院
  - 水文・水資源工程
  - 地下水科学・工程
  - 環境工程
- 都市地質・工程学院
- 土地科学・空間計画学院
- 宝石与材料学院
- 経済学院
- 管理学院
- 信息工程学院
- 数理学院
- 法政学院
- 芸術学院
- 語言文化学院
  - 漢語国際教育
  - 英語
  - フランス語
  - チェコ語
- 体育教学部

独立学院
- 河北地質大学華信学院（HUAXIN COLLEGE OF HEBEI GEO UNIVERSITY）